# Gull Island, Nunavut
Gull Island är en ö i Kanada.   Den ligger i territoriet Nunavut, i den östra delen av landet, 800 km norr om huvudstaden Ottawa.